# Neco Padaratz
Neco Padaratz est un surfeur professionnel brésilien né le 2 novembre 1976 à Blumenau, dans l'État de Santa Catarina, au Brésil. Il est le frère cadet du surfeur Teco Padaratz.

## Biographie
Il est sacré champion du monde QS en 2003 et 2004 et reste à ce jour le seul surfeur à avoir gagné deux titres consécutifs sur le circuit QS.

## Palmarès et résultats

### Saison par saison
- 1995 :
  - 1er du Nescau Surf Energy Praia da Joaquina à Florianópolis (Brésil)

- 1996 :
  - 1er Town and Country Pro Itamambuca à Ubatuba (Brésil)

- 1998 :
  - 1er du Reef Brazil Classic Praia da Joaquina à Florianópolis (Brésil)

- 1999 :
  - Ceará Pro Icaraí à Fortaleza (Brésil)
  - Maresia Surf Floripa Praia Mole à Florianópolis (Brésil)
  - Gotcha Pro à Huntington Beach (États-Unis)

- 2002 :
  - 1er du Quiksilver Pro France à Hossegor (France)

- 2003 :
  - 1er du The Mr Price Pro à Durban (Afrique du Sud)
  - 1er du Hang Loose Pro Contest à Fernando de Noronha (Brésil)
  - Champion du monde QS

- 2004 :
  - 1er du Salomon Masters à Margaret River (Australie)
  - Champion du monde QS

- 2006 :
  - 1er du Vodafone Surfest Open Billabong à Newcastle (Australie)

### Classements
| Année             | 1997 | 1998 | 2000 | 2001 | 2002 | 2003 | 2004 | 2007 | 2008 |
| ----------------- | ---- | ---- | ---- | ---- | ---- | ---- | ---- | ---- | ---- |
| Championship Tour | 13e  | 41e  | 27e  | 25e  | 21e  | 28e  | 28e  | 21e  | 43e  |
| Qualifying Series |      |      |      |      |      | 1er  | 1er  |      |      |